# Nacionalni park Garamba
Nacionalni park Garamba je nacionalni park u sjeveroistočnom dijelu DR Kongo, u pokrajini Orientale. 
Nacionalni park Garamba ima površinu od 4.920 km², a osnovan je 1938. godine i jedan je od najstarijih u Africi. Nakon što je IUCN objavio kako je u parku ostalo tek petnaestak sjeverno bijelih nosoroga (Ceratotherium simum cottoni), park je 1980. godine upisan na UNESCO-ov popis mjesta svjetske baštine u Africi i odmah na popis ugroženih mjesta svjetske baštine. WWF, Frankfurtsko zoološko društvo, UNESCO i IUCN su zajedničkim snagama surađivali s tadašnjom vladom Zaira kako bi se park osigurao i obnovila se populacija bijelih nosoroga, što je dovelo do brisanja parka s popisa ugrožene svjetske baštine 1992. godine. No, obližnji sudanski grad je 1991. godine osvojio Sudanski narodnooslobodilački pokret (SPLM)i izbjeglice su nahrlile u park Garamba. Njihov broj je do 1993. godine porastao na 50.000, a zbog nedostatka hrane počeli su izlovljavati životinje u parku. Lovočuvari parka nisu bili u stanju spriječiti krivolov od bolje oružanih krivolovaca, te je od 1993. do 1995. godine bilo 121 oružanih sukoba između čuvara i krivolovaca. 
Nakon što su u parku nestali bivola i slonova, a ubijena su i dva sjeverna bijela nosoroga, park je vraćen na popis ugroženih mjesta svjetske baštine 1996. godine. Usprkos pokušajima spašavanja parka sa svih strana, pretpostavlja se kako će sjeverni bijeli nosorog uskoro izumrijeti. Pored krivolova, glavni razlog ovomu je i nesigurna politička situacija u zemlji koja je dovela do nedostatka sigurnosti, procvata krivolova, ali i sprječavanja programa preseljenja nosoroga u sigurnije parkove u Keniji. Kongoanci su se odupirali ovome pravdajući se kako ne dozvoljavaju strancima da ih liše njihovog nacionalnog simbola i nazvali su zapadnjačke konzervatore "modernim krivolovcima". 
God. 2005. uočena su posljednja četiri sjeverna bijela nosoroga, a kako je u tom području velika aktivnost pobunjenika vjeruje se kako su i oni ubijeni, što dovodi do zaključka kako je do danas ova vrsta vjerojatno već izumrla.

## Vanjske poveznice
- CENADEP (Centre National d’Appui au Développement et à la Participation populaire)  Arhivirana inačica izvorne stranice od 30. kolovoza 2005. (Wayback Machine) Udruga za zaštitu okoliša DR Kongo (fr.) Posjećeno 28. ožujka 2011.